# K-News
K-News е неправителствена информационна агенция на Киргизстан, специализирана в отразяването на новини от страната. Основана е на 20 юни 2011 г. от група медийни мениджъри. K-News се позиционира като информационна агенция „без пълен контрол на собствениците, рамки и глупави бюрократични правила на големи дългосрочни структури“. Определя се за независим и неутрален информационен канал, ангажиран със свободата на информацията и подкрепата за своите читатели. За десет години от съществуването си има над 16 милиона, посетили 83 милиона страници на сайта. Броят на посещенията достига приблизително 2,5 милиона на месец, или около 600,5 хиляди страници на седмица. През 2019 г. над 3,6 милиона потребители посещават 15,4 милиона страници на сайта.